# Агаянц, Иван Иванович
Иван Иванович Агая́нц (в Иране Иван Иванович Авалов; 28 августа 1911, Елизаветполь — 12 мая 1968, Москва) — деятель советской разведки, генерал-майор КГБ. Под его руководством была сорвана немецкая операция «Длинный прыжок», которая была одобрена Адольфом Гитлером и возглавлялась Эрнстом Кальтенбруннером, и имела целью ликвидировать руководителей «большой тройки» — Иосифа Сталина, Уинстона Черчилля и Франклина Рузвельта — на Тегеранской конференции в 1943 году во время Второй мировой войны.

## Биография
Родился в Елизаветполе (ныне — Гянджа, Азербайджан) в семье армянского священника Ивана Сергеевича (1868—1936) и Анны Михайловны (1879—1955) Агаянцев. Отец Иван Сергеевич был священником в селе Зурнабад Елизаветпольской губернии. После окончания средней школы находился на партийной работе. В 1930 году перебрался в Москву, где его два старших брата (А. И. Агаянц и М. И. Агаянц) работали в ОГПУ. В том же году был зачислен в экономическое управление ОГПУ. Вскоре был избран в комитет комсомола и несколько лет руководил работой комсомольской организации.

### В разведке
В 1936 году Иван Агаянц был зачислен в органы внешней разведки, а в 1937 году направлен на оперативную работу в парижскую резидентуру под прикрытием сначала сотрудника торгпредства, а затем заведующего консульского отдела. После падения республиканского режима в Испании принимал участие в операции по вывозу лидеров Испанской компартии Хосе Диаса и Долорес Ибаррури в Москву.
В 1940 году возвратился в Москву. Был назначен сначала начальником отделения, затем заместителем начальника отдела 1 управления НКВД СССР. Свободно владел французским, персидским, турецким и испанским языками, достаточно хорошо знал английский и итальянский.

### Иран
С началом Великой Отечественной войны Агаянц был направлен в Иран в ранге советника посольства Советского Союза в Тегеране, где под псевдонимом Иван Авалов проработал до лета 1945 года. Будучи резидентом НКГБ в Иране, проявил свои незаурядные способности в разведывательной работе. Руководил мероприятиями по выявлению и ликвидации нацистской агентурной сети в стране. Курировал резидентскую деятельность в Иране, в частности группу «Лёгкая кавалерия» Геворка Вартаняна.
Проводя оперативные мероприятия в Иране, Агаянц успевал работать и против немцев и в нескольких странах Северной Африки и Ближнего Востока. Особенно важны были его командировки в Египет и Ирак. Он наладил взаимоотношения и с иранскими курдами. А 1 августа 1943 года по личному заданию Сталина вылетел в Алжир для установления контакта с французским генералом Шарлем де Голлем. Задание было выполнено, и вскоре в Москве состоялась встреча де Голля со Сталиным.
В 1943 году Агаянцу с помощью группы Геворка Вартаняна удалось сорвать операцию «Длинный прыжок», имевшую целью ликвидировать руководителей «большой тройки» — Иосифа Сталина, Уинстона Черчилля и Франклина Рузвельта — на Тегеранской конференции в 1943 году.

### После войны
После войны был назначен «легальным» резидентом в Париже, куда в 1946 году переехал вместе с женой и тремя детьми. Особым успехом стало получение Плана Маршалла по послевоенной политике США и их союзников в Европе. Секретный вариант этого Плана был передан членам прибывшей в тот момент в Париж советской делегации.
Возвратился в СССР в 1947 году. С 1948 года находился на руководящей работе во внешней разведке. Был назначен начальником Управления Комитета информации, затем — начальником кафедры Школы 101 (разведывательной).
В 1959 г. назначен Шелепиным начальником нового отдела «Д» (дезинформация, в 1966 г. преобразован в cлужбу «А» - активные мероприятия) Первого главного управления КГБ, занимавшейся воздействием на зарубежное общественное мнение, в том числе путём дезинформации).
В 1965 году получил звание генерала.
В 1967 году Агаянц И. И. был назначен заместителем начальника Первого главного управления КГБ.

### Смерть
Постоянное напряжение сказалось на здоровье. Агаянц тяжело болел. Беспокоил и подхваченный в Иране туберкулёз. После операции долгие годы жил с одним лёгким. Умер 12 мая 1968 года от скоротечного рака. Похоронен на Новодевичьем кладбище рядом с женой. За достигнутые результаты в разведывательной работе генерал-майор Иван Агаянц награждён орденами Ленина, Красного Знамени, Трудового Красного Знамени, Отечественной войны 2-й степени, Красной Звезды, многими медалями. Почётный сотрудник госбезопасности.

## Память
- Почтовая марка Армении, 2014 год